# João I de Castela

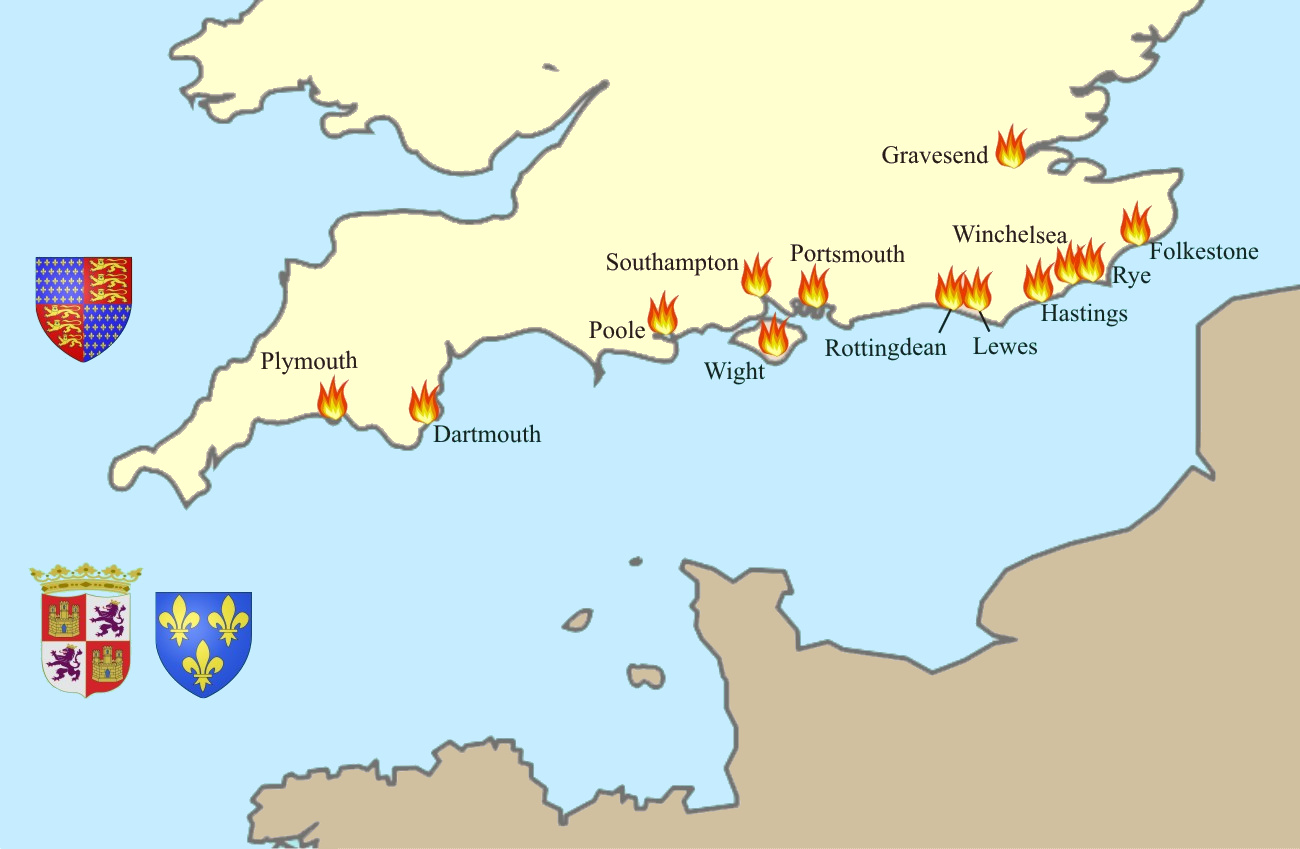
Principais ataques de Fernando Sánchez de Tovar e Jean de Vienne contra Inglaterra

Escudo de João I (como monarca castelhano e pretendente ao trono de Portugal)

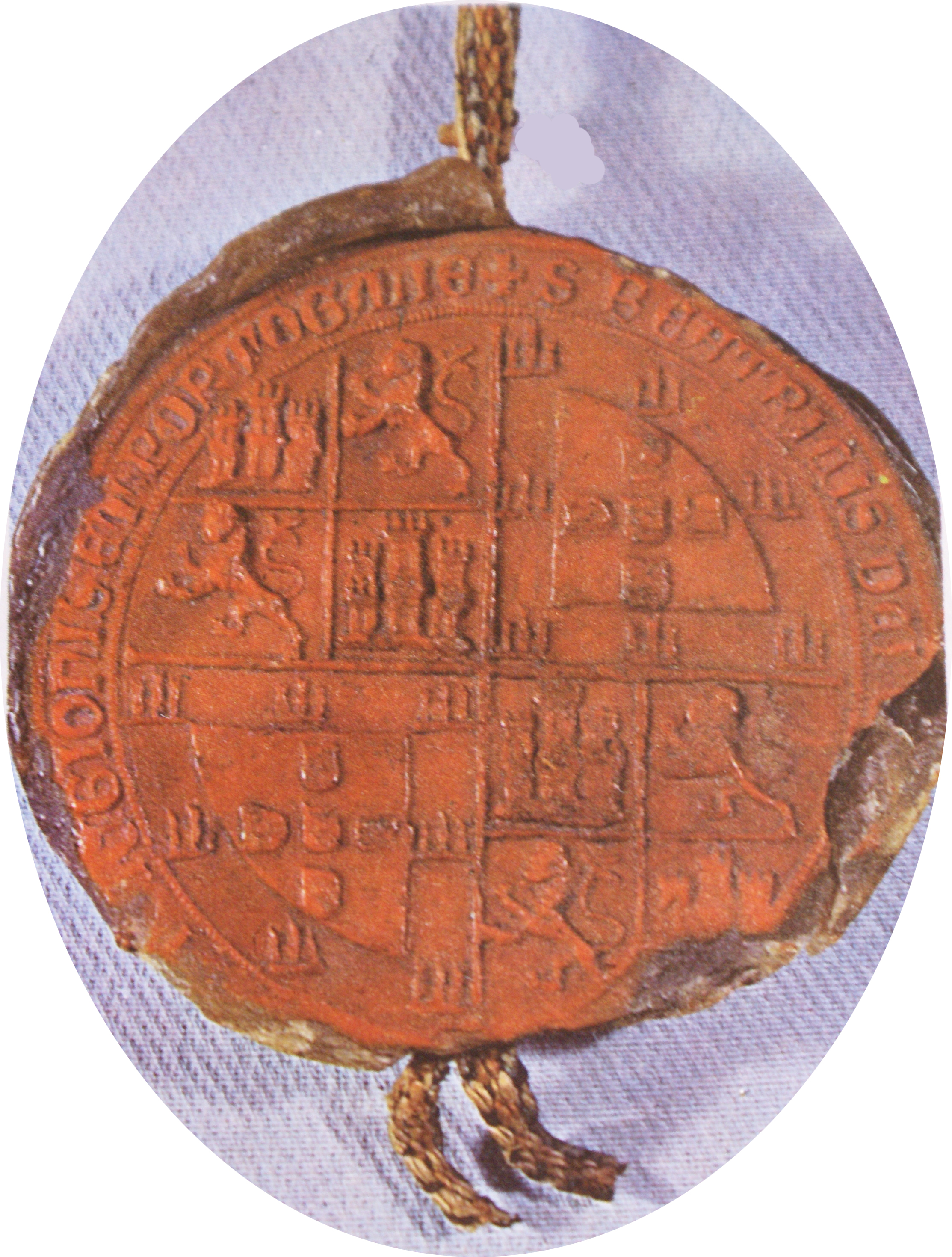
Selo que D. João I, rei de Castela, casado com D. Beatriz de Portugal mandou fazer aquando do seu assentamento em Santarém como pretendente ao trono de Portugal

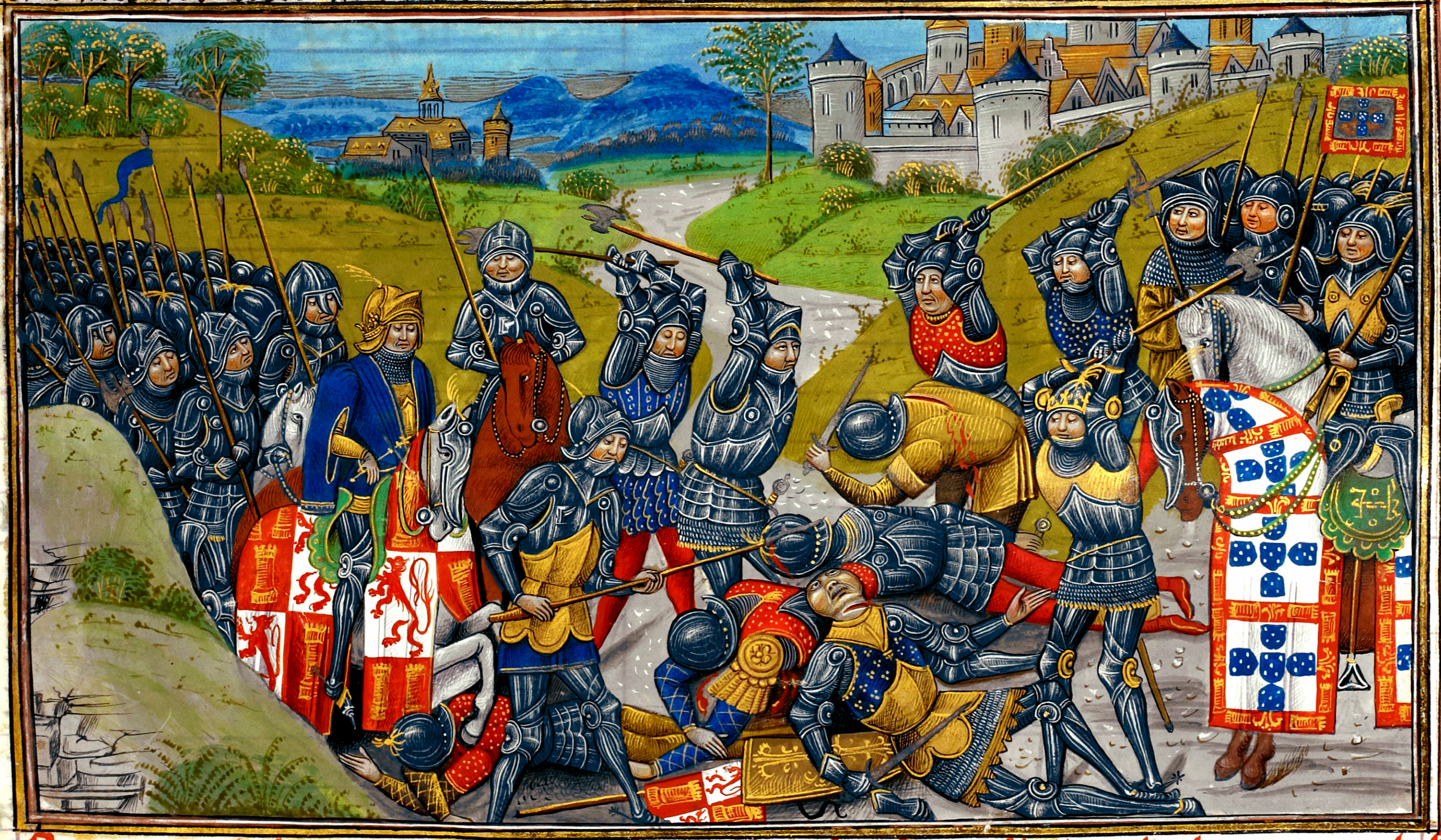
Miniatura representando a batalha de Aljubarrota nas Antigas e Novas Crônicas da Inglaterra por Jean de Wavrin, c. 1470. Biblioteca Britânica

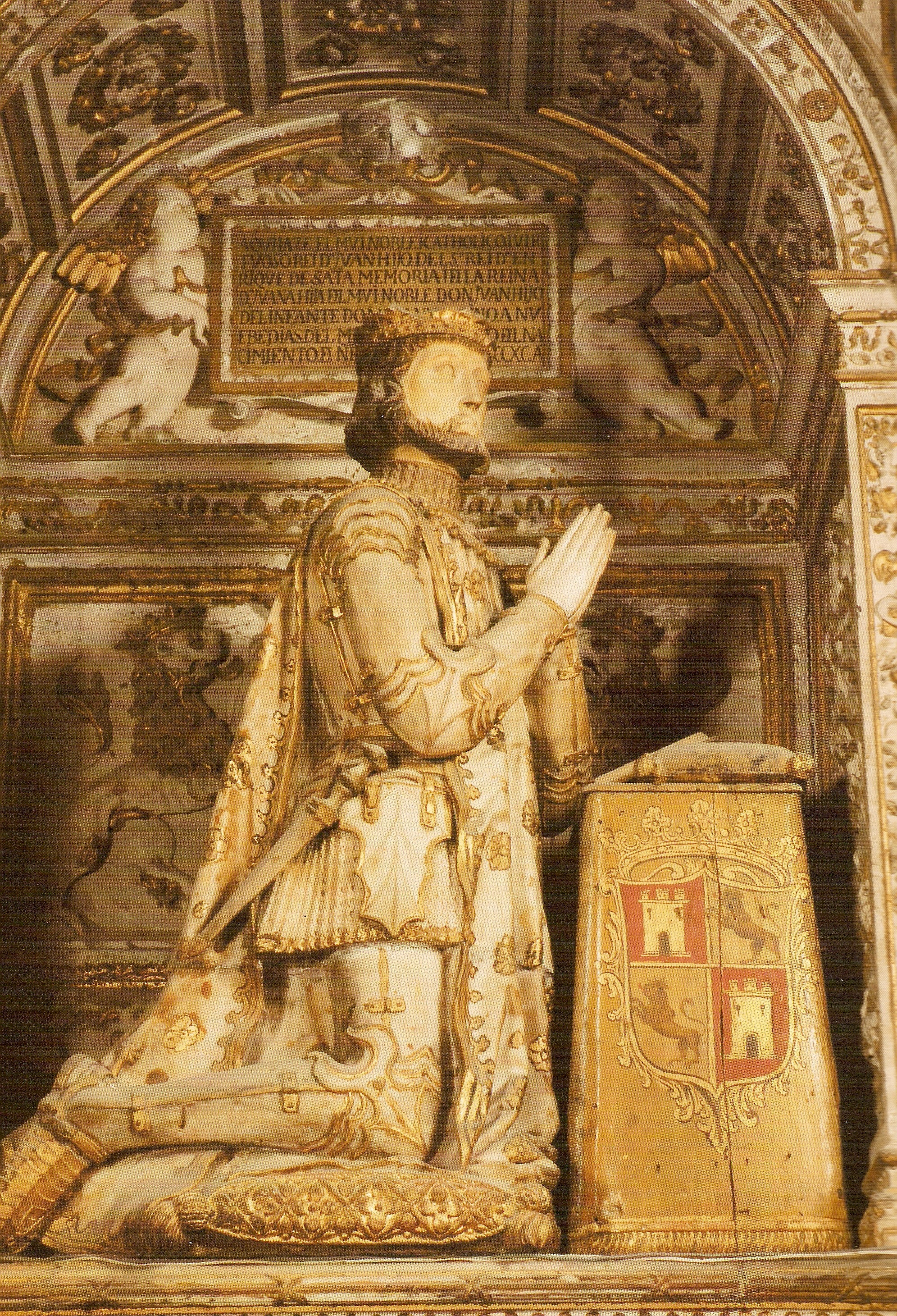
Sepulcro de João I na Capela dos Reis Novos da Catedral de Toledo

João I de Castela (Épila ou Tamarite de Litera, 24 de agosto de 1358 — Alcalá de Henares, 9 de outubro de 1390) foi rei de Castela entre 1379 e 1390, sendo o segundo rei da dinastia de Trastâmara. Filho de Henrique II e de Joana Manuel de Castela, nasceu durante o desterro do pai, que ainda não era rei.

## Biografia
João I era neto materno de João Manuel. Terá nascido em Épila, mas alguns autores apontam para o nascimento ter ocorrido em Tamarite de Litera, embora pela data do seu nascimento, seu pai teria enviado a esposa para a vila de Épila, relativamente próxima da fronteira muçulmana, para dar exemplo da política de "nem um passo atrás". Contudo, também por essa altura, Pedro I de Castela, que já tinha matado dois irmãos de João, fez uma incursão que chegou a pôr em perigo a cidade de Saragoça, e o pai de João, supostamente, decidiu em 1357 deslocar a esposa para Tamarite, uma vila que lhe tinha sido cedida nesse mesmo ano por Pedro, o Cerimonioso. Vicente Ferrer, ao testemunhar a favor da candidatura de Fernando de Antequera à coroa aragonesa, menciona Tamarite como lugar de nascimento do pai deste príncipe.
João nasceu na Coroa de Aragão durante o desterro de seu pai, que ainda não era rei. Foi o último rei castelhano coroado solenemente. Depois dele, os monarcas assumiam a dignidade real por proclamação e aclamação. O título completo que utilizava após assumir a realeza era: «Rei de Castela, de Leão, de Portugal (desde 1383), de Toledo, da Galiza, de Sevilha, de Córdoba, de Múrcia, de Jaén, do Algarve e de Algeciras» e senhor de Lara (até 1387), da Biscaia e de Molina (até 1387).

## Reinado
Ao longo do seu reinado participou ao lado dos franceses em batalhas da Guerra dos cem anos, e contra Portugal, a cujo trono aspirava. Todavia foi derrotado pelos portugueses e pelo rei que eles haviam eleito, João I de Portugal, em 14 de agosto de 1385, na Batalha de Aljubarrota, sendo obrigado a descartar-se das ambições a este trono.
Levou a cabo operações guerreiras contra Portugal tanto na época de D. Fernando como na de D. João I. Durante a Guerra contra Castela, Portugal ajudou as forças do Duque de Lencastre, que reivindicava através da esposa, Constança, o direito ao trono castelhano (filha de D. Pedro I, assassinado em Montiel por Henrique II de Castela). As pretensões do duque não chegaram a concretizar-se, mas, mediante uma hábil política, colocou as filhas D. Filipa de Lencastre e D. Catarina de Lencastre, como rainhas consortes, a primeira no trono de Portugal e a segunda no trono de Castela. Juntaram-se assim, quanto à coroa castelhana, a linha espúria e a legítima.

### Guerra dos Cem Anos
No contexto da Guerra dos Cem anos, Henrique II havia recebido a ajuda de cavaleiros franceses dirigidos pelo próprio Bertrand du Guesclin durante o seu confronto com Pedro I de Castela (Pedro, o Cruel ou o Justiceiro). A vitória final de Henrique na Guerra Civil Castelhana propiciou a França um poderoso aliado no plano naval. Tanto Henrique como seu filho João enviaram a Armada castelhana às costas da Mancha, de que resultou a destruição da esquadra inglesa em La Rochelle (1372) e o saque ou incêndio de numerosos portos ingleses (Rye, Rottingdean, Lewes, Folkestone, Plymouth, Portsmouth, Wight, Hastings) em 1374 e (após a Trégua de Bruges) entre 1377 e 1380, ano em que a frota combinada do almirante castelhano Fernando Sánchez de Tovar e do francês Jean de Vienne chegou mesmo a ameaçar Londres. Richard Knolles em 1360 e o duque de Lancaster, João de Gante, em 1363, formaram corpos expedicionários que atacaram o continente, mas foram detidos.
Manteve a amizade com Carlos III de Navarra, casado com sua irmã Leonor, ponde assim fim aos conflitos entre ambos reinos.

### Crise dinástica de 1383-1385 em Portugal
Para assegurar a sucessão no trono de Portugal de Beatriz de Portugal, filha de D. Fernando I de Portugal, a Corte portuguesa aprovou um pacto de matrimónio entre Beatriz e João I. As capitulações matrimoniais realizaram-se a 2 de abril de 1383 em Salvaterra de Magos e entre as cláusulas acordadas estipulava-se que se ocorresse a morte de D. Fernando I sem filho varão, a coroa portuguesa passaria para Beatriz, e o seu marido intitular-se-ia rei de Portugal. Contudo, apesar de João I se poder intitular como rei de Portugal, as partes castelhana e portuguesa acordaram não fundir os reinos de Castela e Portugal, devendo nesse caso D. Leonor, a viúva do rei D. Fernando, permanecer como regente assegurando o governo de Portugal até que Beatriz tivesse um filho que alcançasse 14 anos de idade, o qual assumiria o governo e título de rei de Portugal, e os seus pais deixariam de o ser. Neste complexo acordo, se Beatriz morresse sem filhos, a coroa passaria a outras hipotéticas irmãs mais novas, e em caso negativo, a coroa portuguesa passaria a João I, e através dele a seu filho Henrique, deixando de fora os filhos de Inês de Castro.
Pedro de Luna, legado pontifício para os reinos de Castela, Aragão, Portugal e Navarra, iniciou os esponsais por palavras em Elvas a 14 de maio daquele ano de 1383, e a cerimónia teve lugar a 17 de maio na catedral de Badajoz. Para assegurar o cumprimento do tratado, a 21 de maio um grupo de cavaleiros e prelados castelhanos juraram desnaturalizar-se do reino e lutar contra o seu rei se o rei castelhano quebrasse os compromissos acordados no tratado matrimonial. Igual cerimónia fizeram um grupo de cavaleiros e prelados portugueses, desnaturalizando-se se o rei de Portugal quebrasse o tratado com Castela, estando entre eles o mestre de Avis.
A morte do rei D. Fernando I de Portugal ocorreu a 22 de outubro de 1383; Leonor Teles de Meneses, a rainha viúva, conforme previsto no tratado de Salvaterra de Magos e no testamento do defunto rei, encarregou-se da regência e do governo em nome de sua filha.
A notícia da morte do rei português chegou a João I e Beatriz em Torrijos, pouco depois de encerradas as  Cortes celebradas em Segóvia. O mestre de Avis escreveu ao rei castelhano instando a que tomasse a coroa portuguesa que lhe pertencia através de sua esposa, devendo o próprio mestre assumir a regência.
Nestas circunstâncias, para evitar problemas dinásticos com o primogénito de Inês de Castro, João de Portugal, Duque de Valência de Campos, mandou encerrá-lo no Alcázar de Toledo. O rei castelhano reuniu o seu Conselho em Montalbán e enviou Alfonso López de Tejeda com instruções para que a regente portuguesa procedesse à proclamação da realeza de Beatriz e dele mesmo, declarando-se rei de Portugal.
A proclamação foi realizada, mas em Lisboa e em outros lugares, como Elvas e Santarém, manifestou-se uma forte rejeição popular, com o povo a declarar-se a favor do duque João de Portugal, o primogénito de Inês de Castro.
Apesar da oposição popular, João I adoptou o título e armas de rei de Portugal, sendo como tal reconhecido pelo antipapa Clemente VII de Avinhão. Ordenou o avanço das suas tropas sobre as fronteiras portuguesas, já que o chanceler de D. Beatriz, que era o bispo da Guarda, Afonso Correia, lhe prometeu a entrega daquela praça. Pouco depois, João I entrou em Portugal com sua esposa para assegurar a obediência em Portugal e os direitos de sua esposa.
Para João I o matrimónio com D. Beatriz permitiria manter um protectorado sobre o reino português e a possibilidade de impedir os ingleses estabelecer-se na Península, o que era de grande importância no contexto da Guerra dos Cem Anos. Contudo, a expectativa de um monopólio comercial castelhano que impedisse o comércio com os ingleses, o temor do domínio político castelhano e a perda de independência portuguesa, a que se juntava a oposição à regente e à sua camarilha, aflorou em finais de novembro e princípios de dezembro, levando a que ocorresse em Lisboa um levantamento contra o monarca castelhano. No decurso desse levantamento, o mestre de Avis matou o favorito da regente, João Fernandes Andeiro, conde de Ourém, seguindo-se um levantamento do povo contra o governo a instigação de Álvaro Pais, do qual resultou a morte de Martinho Anes, bispo de Lisboa.
O levantamento estendeu-se pelas províncias, custando a vida, entre outros, à abadessa das monjas beneditinas em Évora, ao prior da Colegiada de Guimarães e a Lançarote Pessanha, almirante de Portugal, em Beja. O levantamento teve o apoio da burguesia, mas não da aristocracia, que se manteve apoiando D. Leonor.
A rainha D. Leonor fugiu de Lisboa com a Corte e procurou refúgio em Alenquer. Em Lisboa, Álvaro Pais propôs o matrimónio do Mestre de Avis com Leonor para se encarregarem da regência de forma conjunta, mas D. Leonor rejeitou a proposta. Perante as notícias do avanço dos castelhanos sobre Lisboa, o mestre de Avis foi eleito defensor e regente do reino a 16 de dezembro de 1383, como defensor dos direitos do infante João de Portugal, primogénito de Inês de Castro. Aceitando a eleição, designou João das Regras como chanceler e Nuno Álvares Pereira como condestável, e pediu ajuda a Inglaterra.
No entretanto as forças lideradas por D. Nuno Álvares Pereira trataram de assediar Alenquer, mas D. Leonor fugiu para Santarém, obrigando os sitiantes a regressar a Lisboa para preparar a defesa daquela cidade perante a iminência de um cerco castelhano. Em Santarém, D. Leonor iniciou o recrutamento de um exército e solicitou a ajuda de seu genro, o rei de Castela.
Perante o alastrar da revolta e o risco de intervenção inglesa, João I tomou a decisão de ir pessoalmente controlar a situação em Portugal, e partiu para ali deixando no reino de Castela um Conselho de Regência formado por Alfonso de Aragón el Viejo, o marquês de Vilhena, Pedro Tenorio, o arcebispo de Toledo, e Pedro González de Mendoza, o mordomo do Rei. Nomeada a regência, em janeiro de 1384 João I, com sua esposa D. Beatriz, dirigiram-se a Santarém, respondendo à chamada da rainha regente. A 13 de janeiro, João I obteve da rinha Leonor a renúncia à regência e ao governo, que assumiu directamente, levando a que muitos cavaleiros e governadores de castelos se apresentassem a jurar obediência tanto a ele como a sua esposa D. Beatriz. Entre as cidades, vilas e castelos que juraram obediência ao monarca estavam Santarém, Ourém, Leiria, Montemor o Velho, Feira, Penela, Óbidos, Torres Vedras, Torres Novas, Alenquer, Sintra, Arronches, Alegrete, Amieira, Campo Maior, Olivença, Portel, Moura, Mértola, Braga, Lanhoso, Valença do Minho, Melgaço, Vila Nova de Cerveira, Viana do Castelo e Ponte de Lima, Guimarães, Caminha, Bragança, Vinhais, Chaves, Monforte, Miranda do Douro, Montalegre, Mirandela, Castelo Rodrigo, Almeida, Penamacor, Guarda, Covilhã e Celorico da Beira.
Tendo-se suspeitado que D. Leonor tentava conspirar contra o genro, foi enviada para o Mosteiro Real de Santa Clara de Tordesillas, onde ficou detida. O internamento de D. Leonor encorajou a causa do Mestre de Avis, pois fornecia uma justificação para a revolta face à violação pelo lado castelhano do tratado pré-nupcial assinado em Salvaterra de Magos aquando do casamento de João I com a infanta D. Beatriz.
Apesar de contar com a maioria da aristocracia portuguesa, que permanecia fiel à sua causa, o João I não conseguiu repetir os êxitos castelhanos das Guerras Fernandinas e fracassou ante Coimbra e Lisboa, não conseguindo conquistar estas cidades chave. A 3 de setembro de 1384, João I de Castela, após deixar guarnições nas fortalezas dos seus partidários, regressou a Castela e solicitou a ajuda do rei de França perante a eminência de uma intervenção inglesa em Portugal, o que poderia ter graves consequências no contexto mais vasto da Guerra dos Cem Anos.
No entretanto, o Mestre de Avis tentou apoderar-se de praças fiéis aos seus adversários, conseguindo tomar Almada e Alenquer, mas fracassando em Sintra, Torres-Novas e Torres Velhas. Após esta campanha, dirigiu-se a Coimbra, para onde havia convocado Cortes para março de 1385. Nessas Cortes foi a infanta D. Beatriz declarada ilegítima, tendo-se de seguida eleito e proclamado o Mestre de Avis como rei D. João I de Portugal em cerimónia realizada a 6 de abril.
Terminadas as Cortes, o novo soberano empreendeu uma campanha para obter o controlo do norte do reino, de que resultou a adesão de praças como Viana do Castelo, Braga e Guimarães.
Nesse ano João I de Castela entrou de novo em Portugal pela rota de Ciudad Rodrigo e Celorico da Beira, mas as derrotas que o seu exército sofreu em Trancoso e, particularmente, na Batalha de Aljubarrota em maio e em agosto de 1385 ditaram o fim da possibilidade de se impor como rei de Portugal.
Em Aljubarrota o desastre castelhano foi absoluto, sendo o forçado a fugir para Santarém descendo dali pelo Tejo até se encontrar com a sua frota que estava frente a Lisboa. Em setembro a armada castelhana regressou a Castela.
No entretanto, o novo rei D. João I de Portugal obteve o controlo das praças que ainda lhe eram adversas, consolidando-se no trono português. Desde a comarca de Santarém, empreendeu o controlo da região ao norte do Douro, último reduto onde subsistiam cavaleiros portugueses que mantinham fidelidade a D. Beatriz e a João I de Castela: Vila Real de Pavões, Chaves e Bragança capitularam em finais de março de 1386, e Almeida em princípios de junho de 1386.

## Constança de Castela e João de Gante, reis de Castela
Com a derrota de Aljubarrota regressaram do letargo em que tinha caído as aspirações legitimistas dos descendentes de Pedro I, o Cruel corporizados por sua filha Constança de Castela e seu marido João de Gante, que se intitulavam como reis de Castela desde 1372.
A 9 de maio de 1386, Portugal e Inglaterra estabeleceram uma aliança pelo Tratado de Windsor e em julho desembarcaram na Galiza. acompanhados de um exército, João de Gante, a sua esposa Constança de Castela, duquesa de Lencastre, e a filha de ambos, Catarina de Lencastre, estabelecendo a sua Corte em Orense.
João I de Castela reagiu convocando Cortes em Segóvia para assegurar a defesa do reino castelhano. Ante os escassos resultados da campanha anglo-portuguesa  e a perda de apoios na Galiza, João de Gante e João I de Castela negociaram um acordo nas costa do rei português, o Tratado de Baiona, assinado em Bayonne, França, a 8 de julho de 1388, pelo qual João de Gante e sua esposa renunciavam aos direitos sucessórios castelhanos a favor do matrimónio de sua filha Catarina com o primogénito de João I de Castela, o futuro Henrique III de Castela, a quem se lhe outorgou o título de Príncipes das Astúrias.
Com este acordo ficaram unidos os dois ramos sucessórios de Afonso XI de Castela e instaurado o título de Príncipe de Astúrias, que posteriormente foi sempre ostentado pelo herdeiro da Coroa de Castela e depois de Espanha. Henrique, filho de João I, foi o primeiro príncipe a possuir este título, junto com as rendas correspondentes, pois o território asturiano lhes pertencia como património.
A interrupção da guerra dos Cem Anos que resultou da Trégua de Leulinghem motivou a assinatura do Tratado de Monção, de 23 de novembro de 1389, pelo qual Castela e Portugal devolviam mutuamente as praças e territórios ocupados, ficando consolidada a independência portuguesa.

## Morte e sepultura
João I de Castela faleceu a 9 de outubro de 1390 junto à porta de Burgos, situada a extramuros do Palácio Arquiepiscopal de Alcalá de Henares, como consequência de ter caído de um cavalo que lhe tinha sido oferecido. A sua morte foi mantida em segredo pelo cardeal Pedro Tenorio durante vários dias, alegando que estava ferido, até ficarem resolvidas todas as questões relacionadas com a regência de Henrique III, menor de idade ao tempo.
Após as cerimónias fúnebres, o cadáver de João I de Castela foi trasladado para a cidade de Toledo, onde recebeu sepultura na Capela dos Reis Novos de Toledo (Capilla de los Reyes Nuevos de la Catedral de Toledo), onde os seus restos mortais repousam na actualidade.

## Genealogia

### Ascendência
Foi filho de Henrique II de Castela e de Juana Manuel de Villena. Pela parte paterna foram seus avós o rei Afonso XI de Castela e Leonor de Guzmán. Por parte materna foram seus avós D. João Manuel e Branca Nunes de Lara. Foi irmão de Leonor de Trastâmara, rainha consorte de Navarra pelo seu matrimónio com Carlos III o Nobre. Dessas relações familiares resulta que foram ascendentes de João I:
|  |                                  |  |  |  |  |  |  |  |  |  |  |  |  |  |  |  |
|  | 16. Sancho IV de Castela         |  |  |  |  |  |  |  |  |  |  |  |  |  |  |  |
|  |                                  |  |  |  |  |  |  |  |  |  |  |  |  |  |  |  |
|  |                                  |  |  |  |  |  |  |  |  |  |  |  |  |  |  |  |
|  | 8. Fernando IV de Castela        |  |  |  |  |  |  |  |  |  |  |  |  |  |  |  |
|  |                                  |  |  |  |  |  |  |  |  |  |  |  |  |  |  |  |
|  |                                  |  |  |  |  |  |  |  |  |  |  |  |  |  |  |  |
|  | 17. Maria de Molina              |  |  |  |  |  |  |  |  |  |  |  |  |  |  |  |
|  |                                  |  |  |  |  |  |  |  |  |  |  |  |  |  |  |  |
|  |                                  |  |  |  |  |  |  |  |  |  |  |  |  |  |  |  |
|  | 4. Afonso XI de Castela          |  |  |  |  |  |  |  |  |  |  |  |  |  |  |  |
|  |                                  |  |  |  |  |  |  |  |  |  |  |  |  |  |  |  |
|  |                                  |  |  |  |  |  |  |  |  |  |  |  |  |  |  |  |
|  | 18. Dinis I de Portugal          |  |  |  |  |  |  |  |  |  |  |  |  |  |  |  |
|  |                                  |  |  |  |  |  |  |  |  |  |  |  |  |  |  |  |
|  |                                  |  |  |  |  |  |  |  |  |  |  |  |  |  |  |  |
|  | 9. Constança de Portugal         |  |  |  |  |  |  |  |  |  |  |  |  |  |  |  |
|  |                                  |  |  |  |  |  |  |  |  |  |  |  |  |  |  |  |
|  |                                  |  |  |  |  |  |  |  |  |  |  |  |  |  |  |  |
|  | 19. Isabel de Aragão             |  |  |  |  |  |  |  |  |  |  |  |  |  |  |  |
|  |                                  |  |  |  |  |  |  |  |  |  |  |  |  |  |  |  |
|  |                                  |  |  |  |  |  |  |  |  |  |  |  |  |  |  |  |
|  | 2. Henrique II de Castela        |  |  |  |  |  |  |  |  |  |  |  |  |  |  |  |
|  |                                  |  |  |  |  |  |  |  |  |  |  |  |  |  |  |  |
|  |                                  |  |  |  |  |  |  |  |  |  |  |  |  |  |  |  |
|  | 20. Álvaro Peres de Guzmán       |  |  |  |  |  |  |  |  |  |  |  |  |  |  |  |
|  |                                  |  |  |  |  |  |  |  |  |  |  |  |  |  |  |  |
|  |                                  |  |  |  |  |  |  |  |  |  |  |  |  |  |  |  |
|  | 10. Pedro Nunes de Guzmán        |  |  |  |  |  |  |  |  |  |  |  |  |  |  |  |
|  |                                  |  |  |  |  |  |  |  |  |  |  |  |  |  |  |  |
|  |                                  |  |  |  |  |  |  |  |  |  |  |  |  |  |  |  |
|  | 21. María Girón                  |  |  |  |  |  |  |  |  |  |  |  |  |  |  |  |
|  |                                  |  |  |  |  |  |  |  |  |  |  |  |  |  |  |  |
|  |                                  |  |  |  |  |  |  |  |  |  |  |  |  |  |  |  |
|  | 5. Leonor de Guzmán              |  |  |  |  |  |  |  |  |  |  |  |  |  |  |  |
|  |                                  |  |  |  |  |  |  |  |  |  |  |  |  |  |  |  |
|  |                                  |  |  |  |  |  |  |  |  |  |  |  |  |  |  |  |
|  | 22. Fernando Peres Ponce de León |  |  |  |  |  |  |  |  |  |  |  |  |  |  |  |
|  |                                  |  |  |  |  |  |  |  |  |  |  |  |  |  |  |  |
|  |                                  |  |  |  |  |  |  |  |  |  |  |  |  |  |  |  |
|  | 11. Juana Ponce de León          |  |  |  |  |  |  |  |  |  |  |  |  |  |  |  |
|  |                                  |  |  |  |  |  |  |  |  |  |  |  |  |  |  |  |
|  |                                  |  |  |  |  |  |  |  |  |  |  |  |  |  |  |  |
|  | 23. Urraca Gutiérrez de Meneses  |  |  |  |  |  |  |  |  |  |  |  |  |  |  |  |
|  |                                  |  |  |  |  |  |  |  |  |  |  |  |  |  |  |  |
|  |                                  |  |  |  |  |  |  |  |  |  |  |  |  |  |  |  |
|  | 1. João I de Casela              |  |  |  |  |  |  |  |  |  |  |  |  |  |  |  |
|  |                                  |  |  |  |  |  |  |  |  |  |  |  |  |  |  |  |
|  |                                  |  |  |  |  |  |  |  |  |  |  |  |  |  |  |  |
|  | 24. Fernando III de Castela      |  |  |  |  |  |  |  |  |  |  |  |  |  |  |  |
|  |                                  |  |  |  |  |  |  |  |  |  |  |  |  |  |  |  |
|  |                                  |  |  |  |  |  |  |  |  |  |  |  |  |  |  |  |
|  | 12. Manuel de Castela            |  |  |  |  |  |  |  |  |  |  |  |  |  |  |  |
|  |                                  |  |  |  |  |  |  |  |  |  |  |  |  |  |  |  |
|  |                                  |  |  |  |  |  |  |  |  |  |  |  |  |  |  |  |
|  | 25. Beatriz da Suábia            |  |  |  |  |  |  |  |  |  |  |  |  |  |  |  |
|  |                                  |  |  |  |  |  |  |  |  |  |  |  |  |  |  |  |
|  |                                  |  |  |  |  |  |  |  |  |  |  |  |  |  |  |  |
|  | 6. João Manuel                   |  |  |  |  |  |  |  |  |  |  |  |  |  |  |  |
|  |                                  |  |  |  |  |  |  |  |  |  |  |  |  |  |  |  |
|  |                                  |  |  |  |  |  |  |  |  |  |  |  |  |  |  |  |
|  | 26. Tomás I de Saboia            |  |  |  |  |  |  |  |  |  |  |  |  |  |  |  |
|  |                                  |  |  |  |  |  |  |  |  |  |  |  |  |  |  |  |
|  |                                  |  |  |  |  |  |  |  |  |  |  |  |  |  |  |  |
|  | 13. Beatriz de Saboia            |  |  |  |  |  |  |  |  |  |  |  |  |  |  |  |
|  |                                  |  |  |  |  |  |  |  |  |  |  |  |  |  |  |  |
|  |                                  |  |  |  |  |  |  |  |  |  |  |  |  |  |  |  |
|  | 27. Margarida de Genebra         |  |  |  |  |  |  |  |  |  |  |  |  |  |  |  |
|  |                                  |  |  |  |  |  |  |  |  |  |  |  |  |  |  |  |
|  |                                  |  |  |  |  |  |  |  |  |  |  |  |  |  |  |  |
|  | 3. Juana Manuel de Villena       |  |  |  |  |  |  |  |  |  |  |  |  |  |  |  |
|  |                                  |  |  |  |  |  |  |  |  |  |  |  |  |  |  |  |
|  |                                  |  |  |  |  |  |  |  |  |  |  |  |  |  |  |  |
|  | 28. Fernando de la Cerda         |  |  |  |  |  |  |  |  |  |  |  |  |  |  |  |
|  |                                  |  |  |  |  |  |  |  |  |  |  |  |  |  |  |  |
|  |                                  |  |  |  |  |  |  |  |  |  |  |  |  |  |  |  |
|  | 14. Fernando II de la Cerda      |  |  |  |  |  |  |  |  |  |  |  |  |  |  |  |
|  |                                  |  |  |  |  |  |  |  |  |  |  |  |  |  |  |  |
|  |                                  |  |  |  |  |  |  |  |  |  |  |  |  |  |  |  |
|  | 29. Branca de França             |  |  |  |  |  |  |  |  |  |  |  |  |  |  |  |
|  |                                  |  |  |  |  |  |  |  |  |  |  |  |  |  |  |  |
|  |                                  |  |  |  |  |  |  |  |  |  |  |  |  |  |  |  |
|  | 7. Branca Nunes de Lara          |  |  |  |  |  |  |  |  |  |  |  |  |  |  |  |
|  |                                  |  |  |  |  |  |  |  |  |  |  |  |  |  |  |  |
|  |                                  |  |  |  |  |  |  |  |  |  |  |  |  |  |  |  |
|  | 30. João Nunes I de Lara         |  |  |  |  |  |  |  |  |  |  |  |  |  |  |  |
|  |                                  |  |  |  |  |  |  |  |  |  |  |  |  |  |  |  |
|  |                                  |  |  |  |  |  |  |  |  |  |  |  |  |  |  |  |
|  | 15. Juana Nunes de Lara          |  |  |  |  |  |  |  |  |  |  |  |  |  |  |  |
|  |                                  |  |  |  |  |  |  |  |  |  |  |  |  |  |  |  |
|  |                                  |  |  |  |  |  |  |  |  |  |  |  |  |  |  |  |
|  | 31. Teresa de Haro               |  |  |  |  |  |  |  |  |  |  |  |  |  |  |  |
|  |                                  |  |  |  |  |  |  |  |  |  |  |  |  |  |  |  |
|  |                                  |  |  |  |  |  |  |  |  |  |  |  |  |  |  |  |

### Casamentos e descendência
Contraiu matrimónio no convento de San Francisco de Sória a 18 de junho de 1375, com a Infanta dona Leonor de Aragão (nascida em Santa Maria del Puig em 20 de fevereiro de 1358 e falecida a 13 de agosto ou de setembro de 1382 em Cuellar), irmã de  D. João I de Aragão (1350–1395) e Martim I de Aragão (1351–1395), filhos de D. Pedro IV de Aragão (1319-1387) o do Punhal, o Cruel ou o Cerimonioso Rei de Aragão e de sua terceira esposa, Leonor da Sicília, filha de Pedro II da Sicília. Fruto desse seu primeiro casamento nasceram:
- 1 - Henrique III, rei de Castela (Burgos, 4 de outubro de 1379 - Toledo, 25 de dezembro de 1406) chamado el doliente ou o enfermiço.
- 2 - Fernando I, rei de Aragão (Medina del Campo, 27 de novembro de 1380 - 2 de abril de 1416 em Igualada, arredores de Barcelona) chamado el de Antequera, o Honesto, o Justo.
- 3 - Leonor (Cuellar, 1382), falecida logo após o parto.

Viúvo, casou novamente em Badajoz, a 14 de maio de 1383, com D. Brites ou D. Beatriz de Portugal (1373 - após 1412), filha de Fernando I de Portugal (1367-1383) o Formoso e de Leonor Teles (morta c. 1405), e antiga noiva de Eduardo, filho de Edmundo Langley e sobrinho de João de Gaunt. Tendo enviuvado jovem, Beatriz recusou em 1409, segundo alguns cronistas, uma proposta de casamento do Duque de Áustria, tal como já o teria feito a outras propostas anteriores. Deste casamento não terá havido descendência:
- Segundo os cronistas medievais, entre os quais se destacam Pero López de Ayala e Fernão Lopes, não houve qualquer filho deste casamento. Muito tempo depois, alguns historiógrafos como o português Salvador Dias Arnaut,[59] talvez baseados numa passagem de António Caetano de Sousa, na sua «História Genealógica da Casa Real Portugueza», vieram afirmar que D. Beatriz e João I de Castela haviam tido um filho, Miguel, falecido em 1385. López de Ayala, que conviveu com João I de Castela e Beatriz, é quanto a isto taxativo: além de Henrique III e do «Infante Dom Fernando…el Rei Dom João não houve outros filhos legítimos nem em outra maneira em nenhum tempo, salvo uma Infanta de que morreu a Rainha Dona Leonor sua mulher, depois de parida, segundo antes contámos».[60]